# Dactylokepon richardsonae
Dactylokepon richardsonae är en kräftdjursart som beskrevs av Stebbing 1910. Dactylokepon richardsonae ingår i släktet Dactylokepon och familjen Bopyridae. Inga underarter finns listade i Catalogue of Life.